# Сан-Сальвадор (Багамские острова)
Сан-Сальвадор (англ. San Salvador Island), также известный как Остров Уотлинга, — остров и район Багамских островов. До 1986 года, когда Национальное географическое общество высказало предположение об острове Самана-Ки, бытовало мнение, что во время своей первой экспедиции в Новый свет, остров Сан-Сальвадор был первой землёй, которую увидел и посетил Христофор Колумб 12 октября 1492 года. В документах Колумба сказано, что обитатели территории, на которую он высадился, называли этот остров «Гуанахани» (Guanahani).

## История
Англичане завладели архипелагом, который теперь называется Багамами, в начале XVII века. В течение некоторого времени Сан-Сальвадор служил базой пирата Джона Уотлинга (John Watling) (иногда его называли Джорджем Уотлингом), который и дал острову своё имя, под которым остров был официально известен вплоть до 1925 года. Тогда название «Сан-Сальвадор» было взято у другого острова, который теперь называют островом Кат, и присвоено острову Уотлинга из-за бытовавшего тогда мнения, что он более всего подходит под описание, данное Колумбом острову Гуанахани.

## Население
На острове Сан-Сальвадор живёт 824 человек (2022), а главный населённый пункт — Коберн-Таун, административный центр и место нахождения государственного педагогического колледжа.

## Административное деление
Сан-Сальвадор — один из 32 районов Багамских островов. На карте он обозначен номером 26. Административный центр района — город Коберн-Таун. Площадь района — 163 км².

## Экономика
Сегодня благодаря многочисленным песчаным пляжам основной и процветающей отраслью острова является туризм.
В северной оконечности острова на берегу гавани Грэхэма (Graham’s Harbour) находится исследовательский центр Джерэйс (Gerace Research Center) (бывшая Багамская полевая станция — Bahamian Field Station). Сотни студентов и учёных каждый год пользуются станцией в качестве базы для изучения тропической морской геологии, биологии и археологии.